# Austin Hudson (1er baronnet)
Pour les articles homonymes, voir Hudson.
Austin Uvedale Morgan Hudson, 1er baronnet (6 février 1897 - 29 novembre 1956) est un homme politique du Parti conservateur au Royaume-Uni.

## Député
Hudson est élu pour la première fois aux élections générales de 1922 comme député pour Islington East, mais perd le siège aux élections de 1923. Il est réélu au Parlement aux élections générales de 1924 lorsqu'il remporte le siège de Hackney North aux mains du député du Parti libéral John Harris. Il occupe ce siège jusqu'à la victoire du parti travailliste aux élections générales de 1945, lorsqu'il perd par une large marge contre Henry Goodrich du parti travailliste. Hudson est réélu à la Chambre des communes lors des élections générales de 1950 pour le nouveau Lewisham North, qu'il représente jusqu'à sa mort en 1956, à l'âge de 59 ans.

## Poste au gouvernement
Dans le gouvernement national de Ramsay MacDonald de 1931 à 1935, il est Lords du Trésor (c'est-à-dire un whip du gouvernement), et dans le deuxième gouvernement national, il est secrétaire parlementaire du ministère des Transports de 1935 à 1939, puis Lord civil de l'Amirauté de 1939 à 1940. Il est renommé à l'Amirauté dans la coalition de temps de guerre de Winston Churchill, mais il quitte le gouvernement en mars 1942. Il revient brièvement au pouvoir en 1945, en tant que secrétaire parlementaire du ministre du Carburant et de l'Énergie dans le gouvernement intérimaire de Churchill en 1945, qui exerce ses fonctions de mai à juillet de la même année.

## Vie personnelle
Hudson est fait baronnet en juillet 1942, de North Hackney, dans le comté de Middlesex. Il est un supporter du club de football de Clapton Orient et dans les années 1930, il est président du Supporters Club.